# Turricaspia triton
Turricaspia triton е вид охлюв от семейство Hydrobiidae. Видът не е застрашен от изчезване.

## Разпространение
Разпространен е в Азербайджан, Беларус, Иран, Казахстан, Русия, Туркменистан и Украйна.